# Limpopo (provincie)
Limpopo is de noordelijkst gelegen provincie van Zuid-Afrika en telt 5.404.868 inwoners (2011). Hoofdstad van Limpopo is de stad Polokwane (historische naam: Pietersburg).
Vroeger werd Limpopo gewoonlijk Noordelijke Provincie genoemd, maar de naam werd veranderd in februari 2002 na een verkiezing gehouden door de provinciale regering. De naam verwijst naar de rivier de Limpopo. De naam komt van het Noord-Sotho woord voor grote waterval.
Limpopo werd in 1994 gevormd uit het noordelijke deel van de oude Transvaal en de voormalige Bantoestans Venda, Lebowa en een groot deel van Gazankulu.

## Indeling
De provincie Limpopo bestaat uit 5 districten die op hun beurt nog eens zijn verdeeld in 22 gemeenten. 
- District Capricorn
  - Blouberg
  - Lepele-Nkumpi
  - Molemole
  - Polokwane
- District Mopani
  - Ba-Phalaborwa
  - Groter Giyani
  - Groter Letaba
  - Groter Tzaneen
  - Maruleng
- District Sekhukhune
  - Elias Motsoaledi
  - Ephraim Mogale
  - Fetakgomo/Greater Tubatse
  - Makhuduthamaga
- District Vhembe
  - Makhado
  - Musina
  - Collins Chabane
  - Thulamela
- District Waterberg
  - Bela-Bela
  - Lephalale
  - Modimolle/Mookgopong
  - Mogalakwena
  - Thabazimbi

## Demografie

Dominante taal
Afrikaans
Ndebele
Noord-Sotho
Tsonga
Tswana
Venda
Geen meerderheidstaal

Limpopo had bij de volkstelling in 2011 ruim 5,4 miljoen inwoners. Van alle provincies van Zuid-Afrika is de samenstelling van de bevolking in Limpopo het meest homogeen: bijna 97% is Zwart en 2,5% Blank.
De provincie kent nauwelijks steden. Naast de hoofdstad Polokwane is Tzaneen met 15.000 inwoners de tweede plaats in de provincie. Bijna driekwart (74,4%) van de ruim 5 miljoen inwoners woont in traditionele stammengebieden, waar dat over het hele land slechts 27,1 % is.
De belangrijkste huistalen zijn Noord-Sotho (52%), Tsonga (17%) en Venda (17%). Afrikaans wordt gesproken door 2,6% van de bevolking, waarmee Limpopo na KwaZoeloe-Natal de provincie is waar relatief het minst Afrikaans wordt gesproken.

## Economie
Limpopo is binnen Zuid-Afrika de provincie met de meeste armoede. Ruim 78% van de inwoners leeft beneden de armoedegrens. Van de beroepsbevolking is slechts 40% daadwerkelijk actief, terwijl het landelijk gemiddelde op ruim 57% ligt. De voornaamste economische sectoren zijn landbouw, mijnbouw en toerisme.

## Onderwijs
De provincie telt twee universiteiten. De Universiteit van Limpopo, gesticht in 2005 door het samengaan van de vroegere Universiteit van het Noorden en de Medische Universiteit van Zuid-Afrika, in Medunsa en de Universiteit van Venda in Thohoyandou.

## Politiek
De volksvertegenwoordiging draagt de naam Provinciale Wetgevende Macht en telt 49 leden gekozen voor vijf jaar. De verkiezingen vinden tegelijkertijd plaats met de landelijke parlementsverkiezingen. De grootste partij (2019) is het Afrikaans Nationaal Congres (ANC) met 38 verkozenen. Het ANC vormt ook de regering (Uitvoerende Macht) met aan het hoofd de premier, Stanley Mathabatha (sinds 2013). De regering wordt samengesteld uit de Provinciale Wetgevende Macht. De oppositie wordt gevormd door de Economische Vrijheidsstrijders (EFF) met 7 zetels, de Democratische Alliantie (DA) met 3 zetels en het Vrijheidsfront Plus (FF+) met 1 zetel. Voorzitter van het parlement is Rosemary Molapo (ANC).

### Uitslag provinciale verkiezingen 2014

Grootste partij per kiesdistrict
ANC
DA

| \| \| \| \| |                                                                |           |        |               |        |               |
| Partij      | Partij                                                         | Stemmen   | %      | Verschil 2009 | Zetels | Verschil 2009 |
|             | ANC                                                            | 1 149 248 | 78,60% | -6,28         | 39     | -4            |
|             | EFF                                                            | 156 982   | 10,74% | -             | 6      | +6            |
|             | DA                                                             | 94 724    | 6,48%  | +2,91         | 3      | +1            |
|             | COPE                                                           | 12 573    | 0,86%  | -6,67         | 1      | -3            |
|             | VF+                                                            | 10 102    | 0,69%  | +0,08         | 0      | 0             |
|             | ACDP                                                           | 6 988     | 0,48%  | -0,21         | 0      | 0             |
|             | Agang                                                          | 5 197     | 0,36%  | -             | 0      | -             |
|             | APC                                                            | 5 058     | 0,35%  | +0,05         | 0      | 0             |
|             | PAC                                                            | 4 266     | 0,29%  | -0,24         | 0      | 0             |
|             | UDM                                                            | 3 920     | 0,27%  | -0,08         | 0      | 0             |
|             | AZAPO                                                          | 3 851     | 0,26%  | -0,11         | 0      | 0             |
|             | Ximoko Party                                                   | 3 044     | 0,21%  | -0,02         | 0      | 0             |
|             | Workers and Socialist Party                                    | 1 222     | 0,08%  | -             | 0      | -             |
|             | Inkatha                                                        | 1 219     | 0,08%  | +0,02         | 0      | 0             |
|             | South African Maintenance and Estate Beneficiaries Association | 1 105     | 0,08%  | -             | 0      | -             |
|             | United Christian Democratic Party                              | 850       | 0,06%  | -0,03         | 0      | 0             |
|             | NFP                                                            | 586       | 0,04%  | -             | 0      | -             |
|             | Lekgotla for Democracy Advancement                             | 556       | 0,04%  | -             | 0      | -             |
|             | Unemployed Movement SA                                         | 349       | 0,02%  | -             | 0      | -             |
|             | Merafong Civic Association                                     | 219       | 0,01%  | -             | 0      | -             |
| Totaal      | Totaal                                                         | 1 462 186 | 100.00 | 100.00        | 49     | 49            |
| Ongeldig    | Ongeldig                                                       | 18 409    |        |               |        |               |
|             |                                                                |           |        |               |        |               |

## Bijzonderheden
- Mapungubwe, het gebied waar de oudste goudgebruikende beschaving van de provincie is ontdekt
- Kruger National Park, een bekend natuurgebied/wildpark langs de grens met Mozambique.

Gauteng · KwaZoeloe-Natal · Mpumalanga · Limpopo · Noord-Kaap · Noordwest · Oost-Kaap · Vrijstaat · West-Kaap

Voormalige provincies (1910-1994):
Kaapprovincie · Natal · Oranje Vrijstaat · Transvaal 
 Mandaatgebied (1915-1990): Zuidwest-Afrika